# Jardin de la Ménagerie (Sceaux)
Le Jardin de la Ménagerie, un temps appelé « Petit parc de Sceaux », est un jardin public situé à Sceaux dans le département des Hauts-de-Seine. Site classé, ce jardin est surtout connu pour avoir accueilli au XIXe siècle le bal de Sceaux, immortalisé par Honoré de Balzac (voir Le bal de Sceaux).

## AuXVIIesiècle
Déjà appelé « ménagerie » au XVIIe siècle, le lieu comptait un moulin et une ferme en forme de  « L ». C'est la présence de cette ferme qui pourrait expliquer l'origine du nom de ce jardin.
Colbert fait aménager le jardin pour accueillir deux grands réservoirs d’eau destinés à récolter et redistribuer l’eau de l’étang du Plessis-Piquet vers la cascade du domaine de Sceaux.

## AuXVIIIesiècle
La duchesse du Maine demande à La Guépière de concevoir ici un jardin vers 1720, le jardin est terminé en 1722.

Des jardins d’agréments entourent le pavillon central ; au sud, des potagers jouxtent la ferme. Les animaux de la "ménagerie" sont ceux de la basse-cour et des réservoirs d’eau peuplés de poissons, de canards et d’oies.

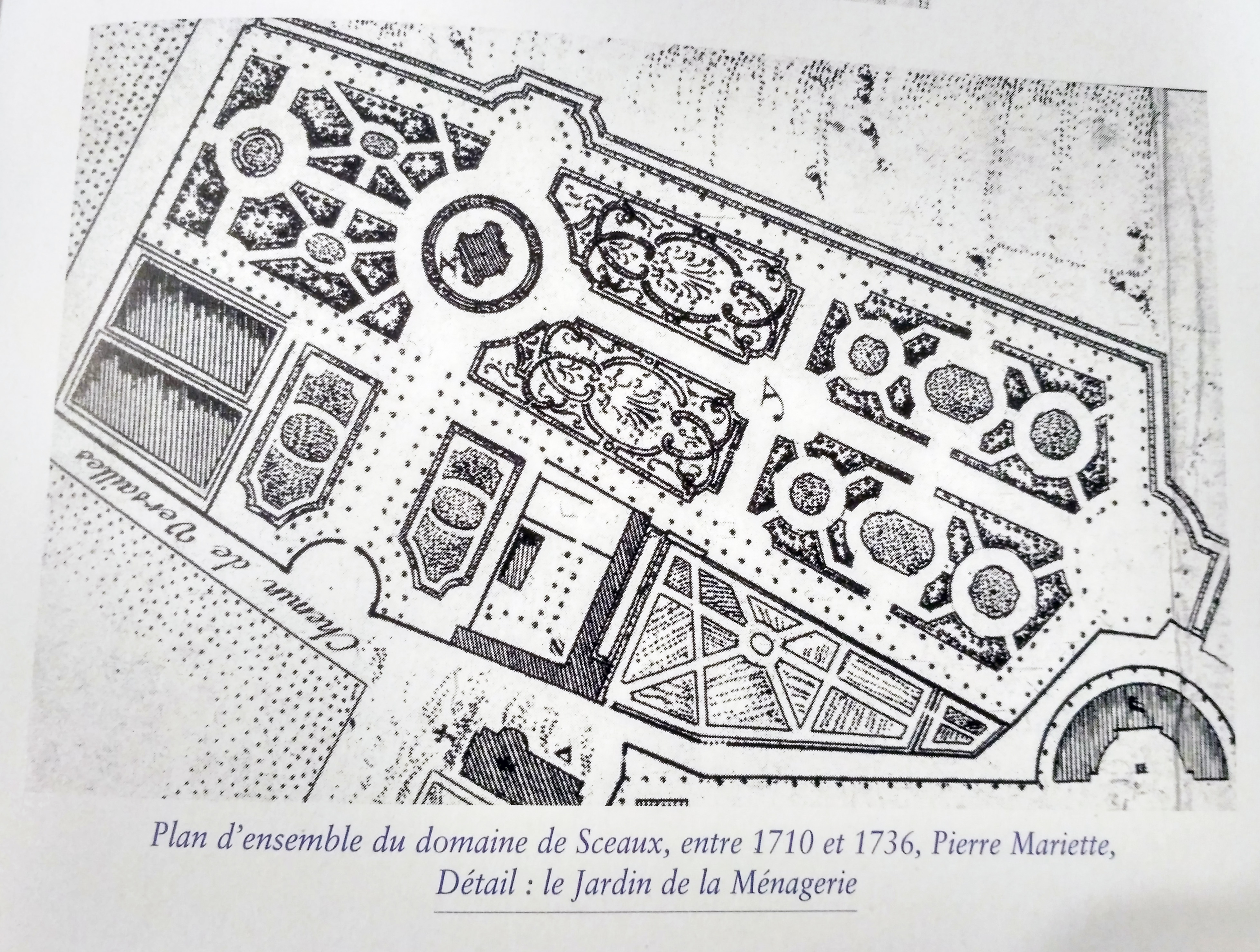
Le jardin de la ménagerie au début du XVIIIe siècle

Le pavillon de la Ménagerie, situé sur un tertre central à la place de l’ancien moulin peut à présent accueillir les nouvelles nuits de Sceaux, plus intimes que les nuits fastueuses organisées avant l'épisode de la conspiration de Cellamare.

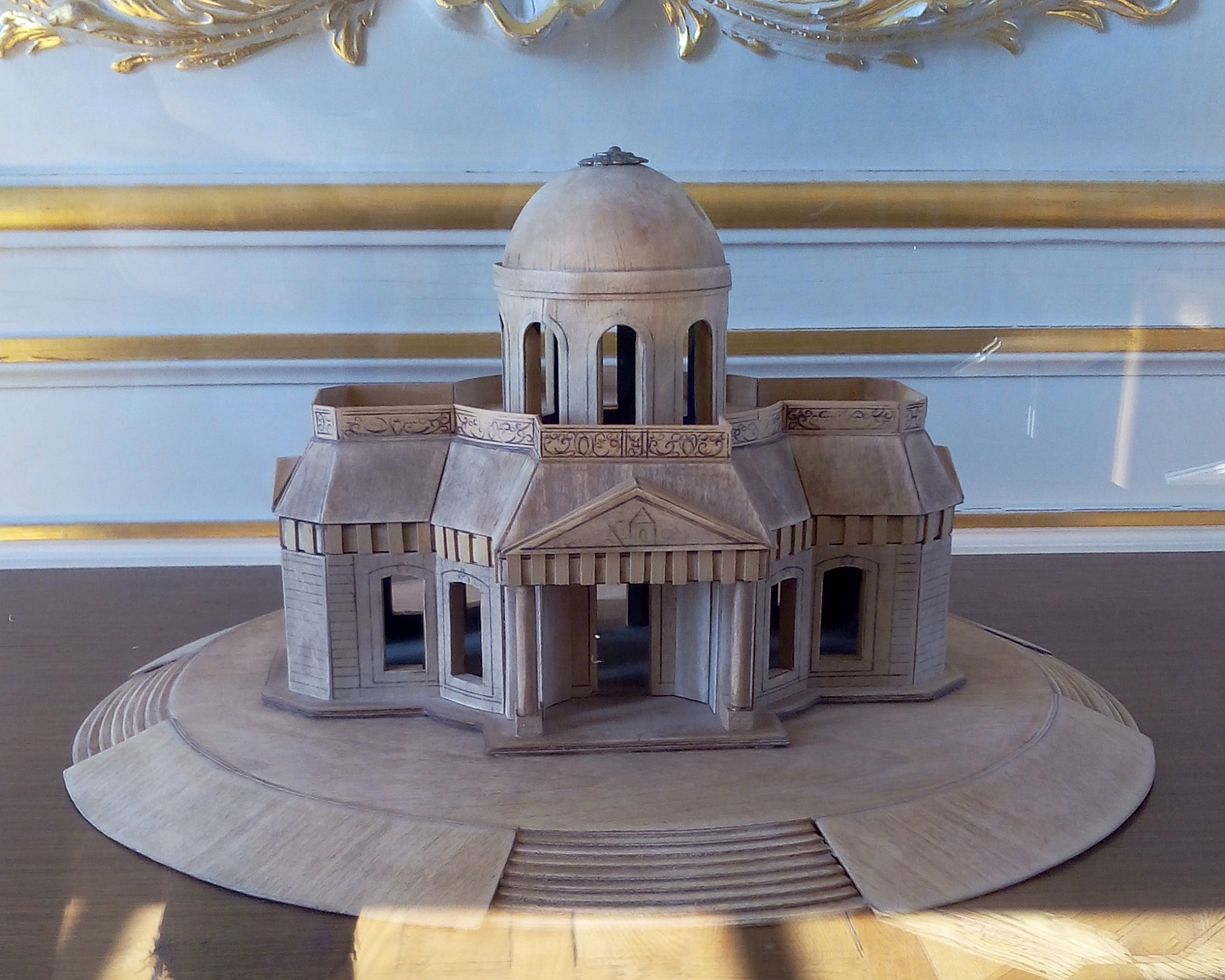
L'ancien pavillon de la ménagerie, maquette du musée départemental de Sceaux

## AuXIXesiècle
À la suite du rachat du jardin et du domaine de Sceaux par Jean-François Hippolyte Lecomte, quarante-quatre habitants créent la Société Propriétaire du Jardin et des Eaux de Sceaux pour racheter le jardin à M. Lecomte et éviter une vente en lots du jardin. L’histoire du jardin de la ménagerie se sépare ainsi de celle du domaine de Sceaux. Un message est installé à l’entrée du jardin pour indiquer la vocation publique souhaitée par la société pour le jardin :
De l’amour du pays ce jardin est le gage
Quelques-uns l’ont acquis, tous en auront l’usage.

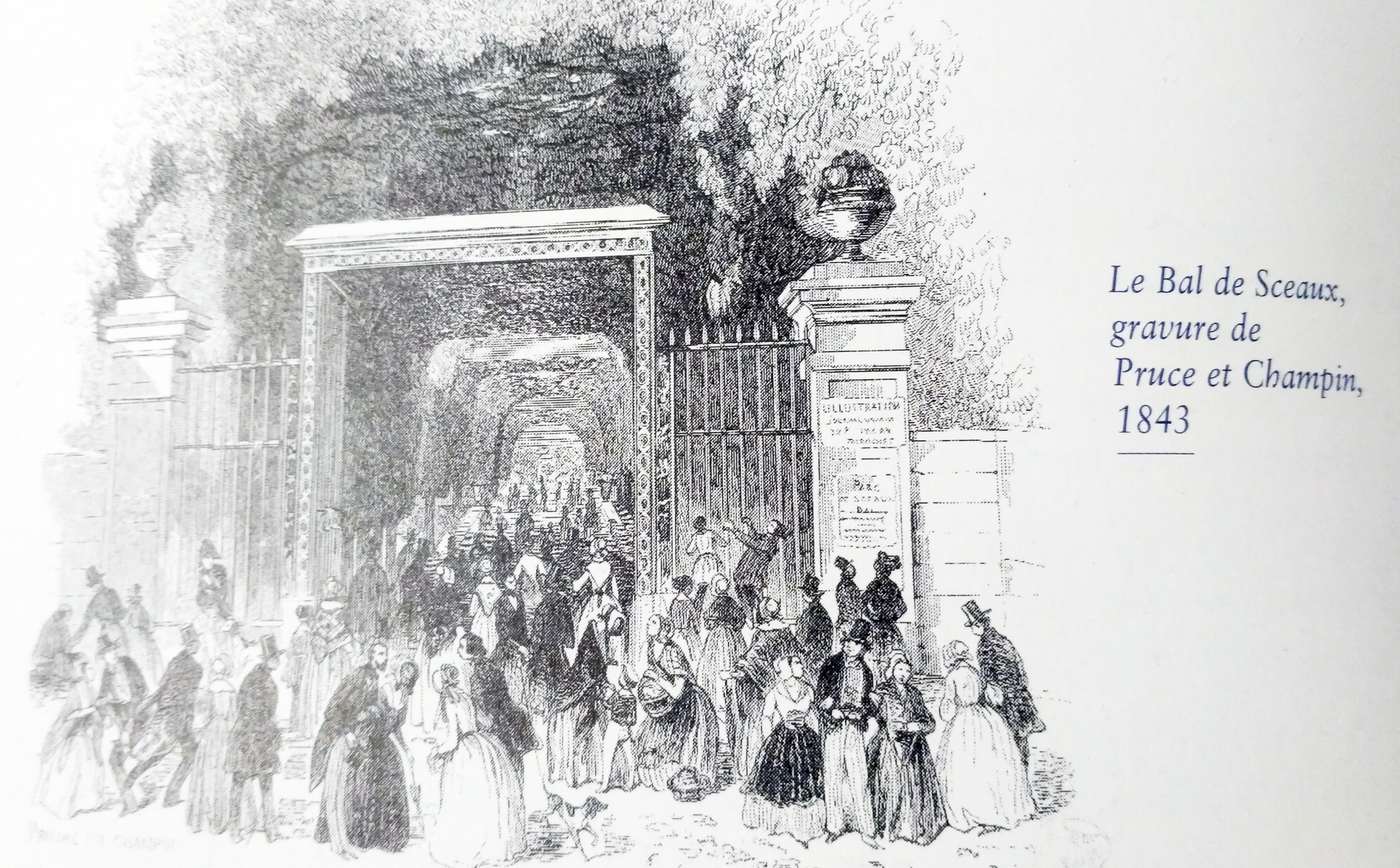
L'entrée du jardin un jour de bal, 1843

La ferme et le potager sont entretenus par des locataires mais l’entretien du jardin et du réseau d’eau coûte cher. Le pavillon central et un des deux bassins sont très endommagés, ils sont respectivement détruits en 1802 et en 1816. La société Propriétaire du Jardin et des Eaux de Sceaux souhaite relancer le commerce et trouver un financement pour le jardin, c’est la naissance du bal de Sceaux.

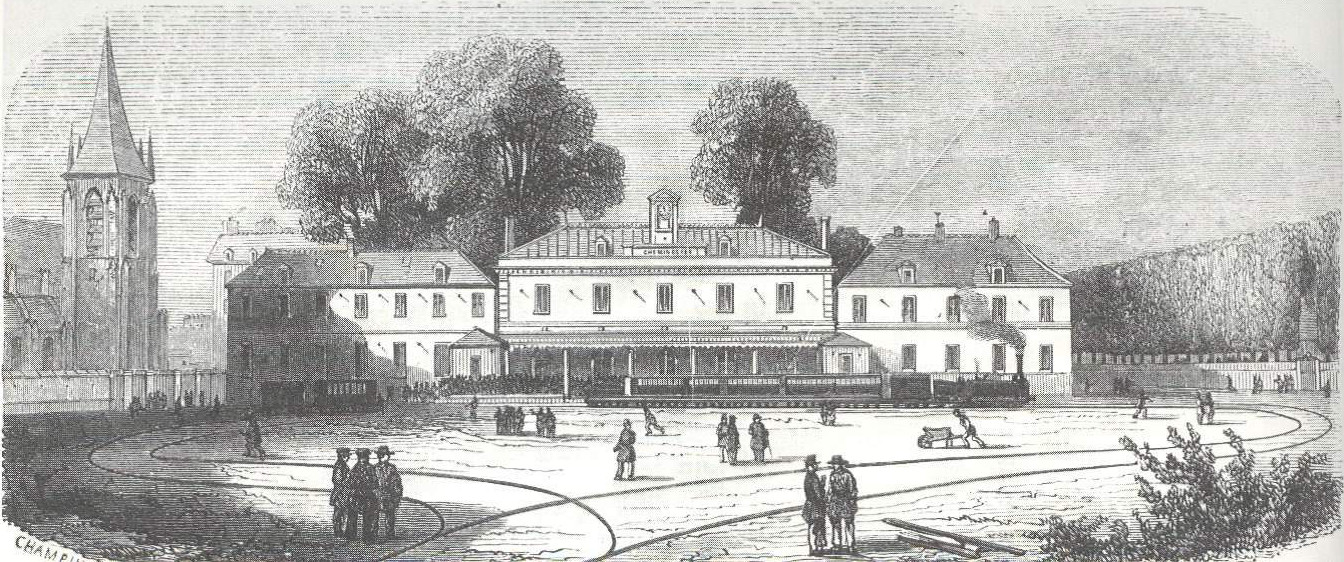
Terminus de la ligne de Sceaux jouxtant le jardin de la ménagerie

Une rotonde en bois soutenue par vingt-quatre poteaux, est installée au cœur du bosquet nord-ouest du jardin. Le succès est retentissant de 1820 à 1860. Le public qui vient souvent de Paris encourage la création d'une ligne de chemin de fer, la ligne de Sceaux voit le jour en 1846. 
En 1824, la Société Propriétaire du Jardin et des Eaux de Sceaux qui cherche à rentabiliser le lieu aménage un établissement de bains entre l’entrée principale et l’espace où se trouvait le réservoir sud. Concurrencé par les bains publics de Fontenay-aux-Roses et Bourg-la-reine à partir des années 1860, l’établissement des bains de Sceaux ferme en 1905.
En 1891, la gare de Sceaux est déplacée et les parisiens se détournent du bal au profit des guinguettes de Robinson.

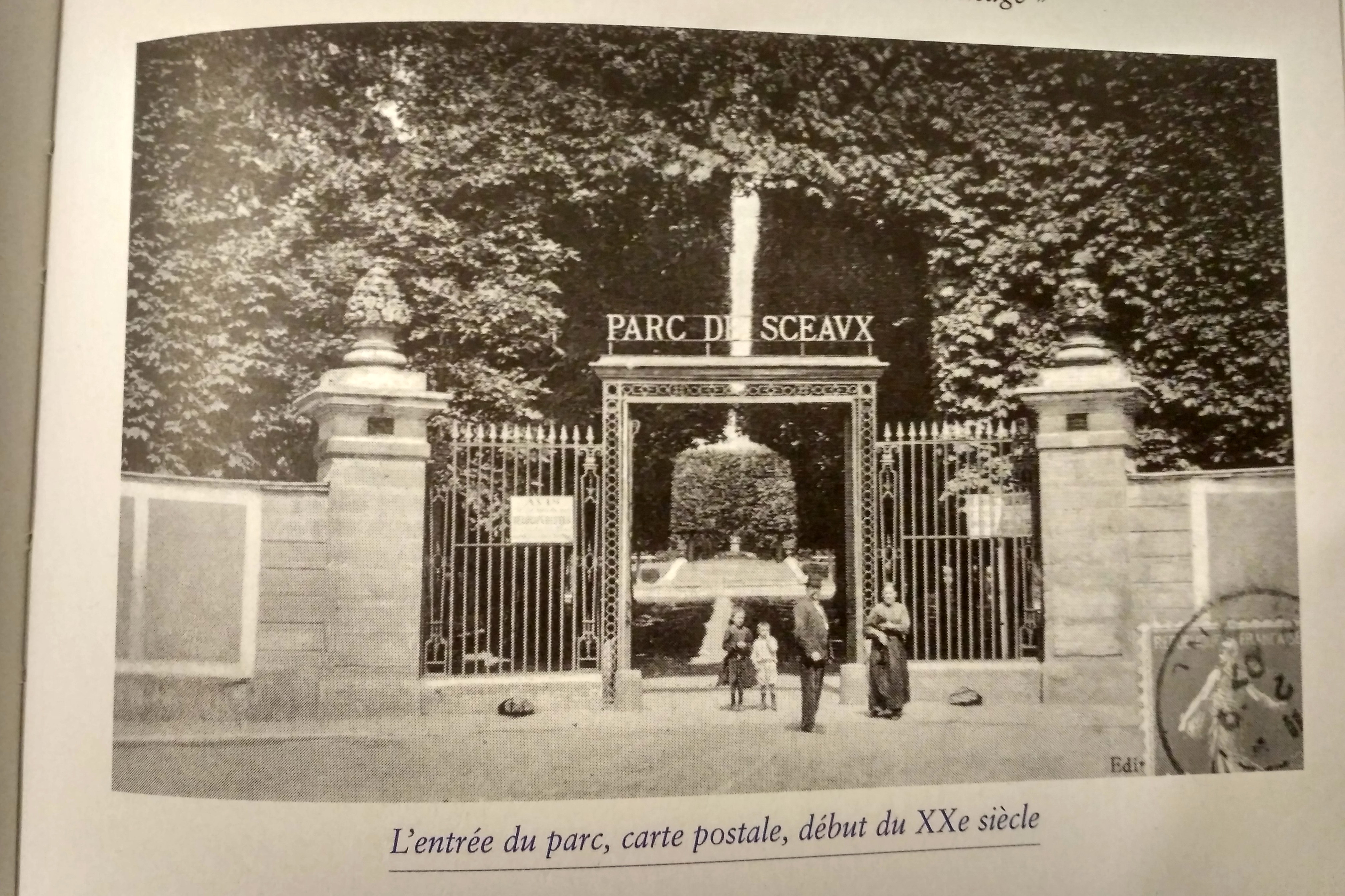
L'entrée du jardin au début du XXe siècle

## De nos jours
Le Jardin de la Ménagerie, appelé communément la "Ménagerie", est aujourd’hui un lieu de convivialité et de rencontre pour les visiteurs et les habitants de Sceaux. On y trouve une aire de jeu pour enfants, des terrains de tennis (en lieu et place de la rotonde de l'ancien bal), un skate-park, un manège, et l’office de tourisme de Sceaux.